# Вельяканйоки
Вельяканйоки или Вельяккайоки и Веляккаёки — река в России, протекает по Суоярвскому району Карелии. Впадает в озеро Янисъярви, бассейн реки Янисйоки. Длина реки составляет 18 км, площадь водосборного бассейна — 107 км².

## Данные водного реестра
По данным государственного водного реестра России относится к Балтийскому бассейновому округу, водохозяйственный участок реки — Водные объекты бассейна оз. Ладожское без рр. Волхов, Свирь и Сясь, речной подбассейн реки — Нева и реки бассейна Ладожского озера (без подбассейна Свирь и Волхов, российская часть бассейнов). Относится к речному бассейну реки Нева (включая бассейны рек Онежского и Ладожского озера).
Код объекта в государственном водном реестре — 01040300212102000010979.

## Топографическая карта
- Лист карты P-36-63,64. Масштаб: 1 : 100 000. Состояние местности на 1983 год. Издание 1985 г.